# Antonio DeMarco
Antonio DeMarco (* 7. Januar 1986 in Los Mochis, Sinaloa, Mexiko als Antonio de Marco Soto Armenta) ist ein mexikanischer Profiboxer im Halbweltergewicht. Von Oktober 2011 bis November 2012 war er WBC-Weltmeister im Leichtgewicht. 

## Boxkarriere
DeMarco bestritt sein Profidebüt im Juni 2004 und gewann 21 seiner ersten 23 Kämpfe, bei einem Unentschieden und einer Niederlage. Er siegte dabei unter anderem gegen Boxer mit positiven Bilanzen wie Nick Casal (16-1), Juan Castañeda Vega (12-0), Jose Reyes (23-4) und Almasbek Raiymkulow (27-1), wobei er von der WBC bereits auf Platz 7 der Weltrangliste geführt wurde.
Am 11. Juli 2009 besiegte er in einem WBC-Ausscheidungskampf Anges Adjaho (25-1) durch K. o. in der neunten Runde und wurde damit zum Pflichtherausforderer des WBC-Weltmeisters Edwin Valero. Diesen Status festigte er mit einem TKO-Sieg gegen José Alfaro (23-4) am 31. Oktober 2009, wodurch er zum WBC-Interimsweltmeister erklärt wurde.
Daraufhin boxte er am 6. Februar 2010 gegen Edwin Valero (26-0) um den WBC-Weltmeistertitel im Leichtgewicht, verlor jedoch durch Aufgabe seiner Ringecke nach der neunten Runde. Bis zum Kampfabbruch hatte Valero den Kampf deutlich dominiert und führte in der Trefferstatistik von Compubox mit 270 zu 80. Valero starb im April 2010 durch Suizid, ohne einen weiteren Kampf bestritten zu haben.
Nach einem Sieg gegen Daniel Attah (24-5) gewann er am 26. Februar 2011 auch einen WBC-Ausscheidungskampf gegen Reyes Sanchez (20-3) und konnte daraufhin als Nächstes um den vakanten WBC-Weltmeistertitel im Leichtgewicht boxen, der von Humberto Soto, einem Cousin von DeMarco, niedergelegt worden war. Er siegte dabei im Staples Center von Los Angeles durch TKO in der elften Runde gegen Jorge Linares (31-1), nachdem er zuvor auf allen drei Punktzetteln deutlich hinter Linares gelegen war.
Den WM-Titel verteidigte er 2012 jeweils durch K. o. gegen Miguel Román (37-9) und John Molina (24-1), ehe er am 17. November 2012 durch TKO in Runde 8 gegen Adrien Broner (24-0) unterlag.
DeMarco wechselte anschließend die Gewichtsklasse, gewann drei Kämpfe in Folge und konnte daraufhin am 23. November 2014 gegen Jessie Vargas (25-0) um den regulären WBA-Weltmeistertitel im Halbweltergewicht boxen, verlor jedoch einstimmig nach Punkten. 2015 folgten Punktniederlagen gegen Rances Barthelemy und Omar Figueroa.
Anschließend kehrte er erst 2017 in den Ring zurück und gewann zwei Kämpfe, letzteren gegen Eddie Ramirez (17-0). Er verlor dann jedoch 2018 im Halbweltergewicht gegen Maxim Dadaschew (11-0), sowie im Weltergewicht 2019 gegen Jamal James (25-1) und 2020 gegen Giovani Santillan (25-0).

## Sonstiges
DeMarco begann mit dem Boxsport im Alter von 14 Jahren in Tijuana. Sein Trainer wurde Romulo Quirarte. DeMarco heiratete später dessen Enkelin und wurde Vater einer Tochter. Darüber hinaus ist er ein Cousin des Boxweltmeisters Humberto Soto und der Schwiegersohn des Boxweltmeisters Raúl Pérez.